# Лоренцо Лото
Лоренцо Лото (на италиански: Lorenzo Lotto; * 1480, Венеция, Венецианска република, † , 1556/1557, Лорето (Марке)) е италиански художник от периода на Късния ренесанс.
Той е сред основните представители на Венецианския ренесанс от началото на XVI век, макар че оригиналният характер и антиконформизмът го довеждат до маргинализация във Венеция, доминирана от Тициан. Това го подтиква да предприеме пътувания в райони като Бергамо и Марке, считани за периферни на големите художествени центрове.
Животът на Лоренцо Лото често е белязан от неспокойствие поради невъзможността да се поддаде на компромиси в художествената и духовна сфери. Никога не търси лесен успех и поради това многократно се оказва в икономически затруднения. Вместо да предаде идеалите си, той предприема живот на скитник, в търсене на клиенти, които биха могли да го разберат и оценят. 
След кратък период на слава той бива забравен, а във Венеция дори е подиграван. След векове на забрава фигурата му е преоткрита в края на XIX век от великия изкуствовед Бърнард Беренсън, който проследява маршрутите и скитанията му, като постепенно разкрива отличен ренесансов художник, за когото пише: „За да разбереш добре 16 век, познаването на Лото е толкова важно колкото и познаването на Тициан“

## Биография

### Във Венеция
Лоренцо Лото е роден във Венеция през 1480 г. Детството и юношеството си прекарва в родния си град, където е и началото на обучението му в изобразителното изкуство. Джорджо Вазари го определя като ученик на Джовани Белини, но други го смятат за ученик на Алвизе Виварини.
В първите творби на Лоренцо Лото се забелязва влиянието и модела на Джовани Белини, но младият художник проявява особен интерес към съвременната скандинавска живопис на Албрехт Дюрер, който в периода 1494 – 1495 и 1506 – 1507 посещава Венеция и жъне успехи с големите тиражи на гравюрите си. От Дюрер художникът взема реализма на детайлите, патетизма на представянето и визията на мистериозна и смущаваща природа. Устойчивата и зенитна светлина, ослепителните цветове и острите очертания от картините на Чима да Конеляно, са по-близки до стила на младия художник, отколкото финия тонализъм на Джорджоне, Белини и ученици.

### В Тревизо
Между 1503 и 1504 г. е документиран за първи път престоя на Лоренцо Лото като художник в Тревизо, където получава първите си важни поръчки и жъне първите си успехи. Културният живот на провинциалния град се върти около личността на епископ Бернардо де Роси от Парма, заобиколен от малък кръг от писатели и художници. През 1505 г. Лото рисува портрет на епископа. Става въпрос за строг портрет с прецизна физиономична дефиниция и с подчертана решителност и твърдост. Същата година художникът рисува и картините „Алегорията на целомъдрието“ и „Алегория на добродетелта и порока“.
Доказателството за значително важна творба, създадена от Лото по време на този престой е олтарната картина за главния олтар на църквата „Санта Кристина ал Тиверон“ близо до Тревизо.
След като рисува картините „Приета в небето“ за олтара на Катедралата в Азоло и „Портрет на млад мъж с лампа“, през 1506 г. приключва престоя на Лото в Тревизо.

### Между Марке и Рим
За няколко години Лоренцо Лото придобива значителна слава и е поканен в Марке през 1506 г. от монасите от Доминикански орден от Реканати, с които поддържа отлични отношения през целия си живот. През 1508 г. той завършва големия полиптих за църквата „Сан Доменико“, съхраняван сега в Общинската художествена галерия на Реканати.
След кратко завръщане в Тревизо, през 1509 г. той заминава за Рим, призован от папа Юлий II да участва в декорацията на апартаментите му във Ватикана. Тук той работи заедно със Содома и Брамантино в произведения, които по-късно са унищожени, за да направят място за известните Стаи на Рафаело. Единственото произведение, което може да се отнесе с известна сигурност към римския период, по-специално около 1509 г., е „Покаяният свети Йероним“, сега изложена в замъка Сант Анджело в Рим.
Въздействието на папския двор и голямата римска „работилница“, където работят Браманте, Брамантино, Чезаре да Сесто, Доменико Бекафуми, Микеланджело и преди всичко Рафаело Санцио с учениците си, заедно с които е работил Лото, се смята, че е шокиращо за талантливия, но срамежлив Лоренцо. Работата му с Рафаело го вдъхновява да обогати с плътни и топли цветове, използваната до този момент цветова гама. Под тежестта на римския Ренесанс художникът отхвърля началното венецианско образование и възприема модерния за времето си Зрял ренесанс.
През 1510 г. Лоренцо Лото напуска Рим и никога повече не се връща там.
Посещава Перуджа и Флоренция, а на 18 октомври 1511 г. подписва договор с Братството на Добрия Исус в Йези за работа по олтарната картина „Полагане в гроба“ на църквата „Свети Флориан“. След това отива отново в Реканати, където рисува картината „Преображение“ за църквата „Санта Мария ди Кастелнуово“.

### В Бергамо
През 1513 г. Лото участва в състезание с други художници, избрани от доминиканците в Бергамо да изпълнят олтар за тяхната църква. Това е началото на 13-годишен престой в града, най-щастливият и плодотворен период от кариерата му.
През 1516 г. Лото завършва Олтарната картина „Мартиненго“ за Църквата на светиите Бартоломео и Стефано в Бергамо, поръчана и платена от Алесандро Мартиненго. Успехът на творбата отворя вратите на местния клиент към Лото, както публични поръчки за многобройни олтарни картини, така и частни поръчки на портрети и картини с религиозен характер.
През 1517 г. рисува „Сузана и старейшините“ (сега в Галерия „Уфици“ във Флоренция), а през 1521 г. е „Христос се сбогува с майка си“. От 1521 г. е и олтарната картина за църквата „Сан Бернардино ин Пиньоло“ в Бергамо.
Между 1519 и 1522 г.  създава „Полиптих на Понтераника“ за Църквата на светиите Винченцо и Алесандро в Бергамо.
През 1524 г. Лото получава поръчка от благородника Джован Батиста Суарди, произхождащ от важно семейство от Бергамо, за украса на частната Капела „Суарди“ към семейната вила в Трескоре Балнеарио недалеч от Бергамо.
През 1525 г. художникът рисува и стенописи в малки църкви, „Сцени от живота на Мария“ в църквата „Сан Микеле ал Поцо Бианко“ и „Рождество“ в Кредаро.
Престоят на Лото в Бергамо приключва през 1526 г. Докато се подготвя за път, той рисува „Портрет на монаха пазител от манастира Заниполо“ в знак на благодарност към братята доминиканци. След това се връща в родния си град, без обаче да прекъсва връзките с ломбардските клиенти.

### Отново във Венеция
Да се завърне във Венеция през 1527 г. не е добър избор за твореца. През тази година политическата сцена е разтърсена от сериозно събитие като Разграбване на Рим (1527), което предизвика миграцията на многобройни художници и интелектуалци от Вечния град към лагуната, включително Пиетро Аретино и Якопо Сансовино. Това поражда инициативи, целящи да дадат на града ново лице „нов Рим“, с Тициан като безспорен герой и герой на живописната сцена.
Между 1527 и 1532 г. Лоренцо Лото работи усилено и създава шедьоври като „Болен младеж“ и „Портрет на Андреа Одони“ и картини на религиозна тематика, които не са били предназначени за Венеция, а за провинцията, като „Благовещение на Реканати“.
За да получи във Венеция поръчка за изработване на картина с религиозна тематика, художникът чака до 1529 г., когато от църквата „Санта Мария дей Кармини“ му поръчват картината „Свети Никола в слава“. Съвременната критика я признава за шедьовър, но от тициановото обкръжение олтарната картина е приета много зле.
Работата обаче не му липсва и наред с незначителни творби за Бергамо и провинцията, преди всичко от Марке, биват поръчвани сериозни картини.
Точно в този период той пише първото си завещание, във Венеция на 25 април 1531 г., където назначава управителите на болницата „Санти Джовани и Паоло“ за свои куратори.

### Отново в Марке
В Марке непрекъснато поръчват на художника впечатляващи пана, като грандиозното „Разпятие“, изпълнено през 1531 г. за Монте Сан Джусто близо до Мачерата.
През 1532 г. той изпраща на Братството от Санта Лучия ди Йези своя шедьовър – картината „Света Лучия пред съдията“.
От 1534 до 1539 г. Лото се движи из региона, маршрут, който може да бъде реконструиран само частично в резултат на останалите там работи, като „Благовещение“ за новото седалище на Братството на търговците в Реканати, „Мадоната с броеница“ за доминиканците от Чинголи.
През 1538 г. художникът достига Анкона, само шест години след държавния преврат, с който морската република е унищожена и градът преминава под прякото владение на Църквата. Споменът за младите защитници на свободата, обезглавени по заповед на папския легат Бенедето Аколти, остава жив и вдъхновява Лото да създаде олтарната картина „Олтар на Алебардата“ за църквата „Сант Агостино“ в Анкона.
В Анкона, на 16 ноември 1538 г., Лото започва да пише своя „Дневник на различните разходи“ – ценен дневник от който се разбира вътрешния свят на художника, изпълнен с размисли, отразяващи неговите стремежи и грижи. До края на дните си Лото грижовно попълва своя дневник, който е намерен в архива на Свещения дом в Лорето, впоследствие преписан и публикуван от Адолфо Вентури през 1895 г.

### Връщане и сбогуване с Венеция
За пореден път през 1539 г. Лоренцо Лото се връща във Венеция в неподходящ момент. В началото на 40-те години на 16 век, във Венеция пристигат художници от Централна Италия, донасяйки стила маниеризъм. Самият Тициан се адаптира към Франческо Салвиати и Джорджо Вазари.
В града Лото е все по-изолиран от художествените среди и претърпява поредица от унижения. Нуждаещ се от грижи, пари и разбиране, неспособен да се справя сам, той се мести в дома на свой племенник. Художникът прекарва 1540 - 1548 г. в значими икономически затруднения, пътувайки между Венеция и Тревизо.
През 1542 г. рисува за църквата „Санти Джовани е Паоло“ картината „Милостинята на Свети Антоний“.
През 1546 г. той се разболява и е приет от Бартоломео Карпан, приятел на брат му, където бива обгрижван от Менига, към която художникът проявява бащина обич. Същата година Лото рисува за родния си град третата и последна олтарна картина, „Богородица със Сан Джакомо и Сант Андреа“ за църквата „Сан Джакомо дел'Орио“.
Между 1546 и 1554 г. художникът сменя местожителството си поне седем пъти и въпреки че все още успява да получи обществени поръчки, доходите му са оскъдни и му причиняват дискомфорт и унижение.
През 1549 г., разчитайки на дългогодишното приятелство с художника Якопо Сансовино, Лото решава да продаде цялото си имущество, включително някои скъпоценни камъни и картини, и заминава за Марке. Картините обаче остават непродадени и на следващата година са му изпратени в Анкона.

### Завръщане в Анкона
През 1549 г. Лоренцо Лото се мести в Анкона. Този път е нает от францисканците да нарисува „Успение Богородично“ за църквата „Сан Франческо але Скале“, за чието изпълнение отсяда в манастира на монасите.
Той организира публичен търг на своите произведения в Лоджия дей Мерканти. Това е ясен показател за икономически затруднения, от които излиза през 1551 г., рисувайки портрети и три пана във византийски емблематичен стил, вмъкнати в първия регистър на иконостаса на Ортодоксалната църква „Света Ана“в Анкона.
През 1552 г. Лото започва да посещава базиликата на Светия дом в Лорето, където се премества за постоянно през 1554 г., като дарява всичко което притежава и преди всичко себе си на институцията. Поради тази причина и до днес в Апостолския дворец в Лорето има немалък брой негови творби.
Последните платна, рисувани в тъмни цветове, когато майсторът е болен и уморен, показват трепереща ръка. „Представянето в храма“ се счита от съвременните критици за неговото духовно завещание.
Лоренцо Лото умира през юли 1557 г. в абсолютна самота на 76-годишна възраст.

## Творби на Лоренцо Лото в хронологичен ред
| Снимка | Име на творбата                                                  | Съхранена в                                              | Материал и размери                        | Година         |
| ------ | ---------------------------------------------------------------- | -------------------------------------------------------- | ----------------------------------------- | -------------- |
|        | Мадоната с Младенеца, Свети Петър и Йоан кръстител               | Национален музей и галерия на Каподимонте Неапол         | Маслени бои върху дърво 55 × 88 cm        | 1503 г.        |
|        | Санта Кристина ал Тиверон                                        | Църква Санта Кристина Куинто ди Тревизо                  | Маслени бои върху дърво 267 × 179 cm      | 1504 – 1506 г. |
|        | Портрет на епископ Бернардо де Роси                              | Национален музей и галерия на Каподимонте Неапол         | Маслени бои върху дърво 54,7 × 41,3 cm    | 1505 г.        |
|        | Алегория на добродетелта и порока                                | Национална художествена галерия Вашингтон                | Маслени бои върху дърво 56,5 × 42,2 cm    | 1505 г.        |
|        | Алегорията на целомъдрието                                       | Национална художествена галерия Вашингтон                | Маслени бои върху дърво 42,9 × 33,7 cm    | 1505 г.        |
|        | Мадоната с Младенеца и светци                                    | Национална галерия на Шотландия Единбург                 | Маслени бои върху дърво 82 × 105 cm       | 1505 г.        |
|        | Олтар на Азоло                                                   | Катедрален храм Азоло                                    | Маслени бои върху дърво 175 × 162 cm      | 1506 г.        |
|        | Портрет на младеж                                                | Музей на историята на изкуството Виена                   | Маслени бои върху дърво 53,3 × 42,3 cm    | 1506 – 1508    |
|        | Покаяният свети Йероним                                          | Лувър Париж                                              | Маслени бои върху дърво 48 × 40 cm        | 1506           |
|        | Портрет на млад мъж                                              | Уфици Флоренция                                          | Маслени бои върху дърво 29 × 23 cm        | 1506           |
|        | Мистичния брак на света Екатерина Александрийска                 | Стара пинакотека Мюнхен                                  | Маслени бои върху дърво 71 × 91 cm        | 1506 – 1508 г. |
|        | Мадоната с Младенеца между светиите Флавиано и Онофрио           | Галерия Боргезе Рим                                      | Маслени бои върху дърво 53 × 67 cm        | 1508 г.        |
|        | Полиптих Реканати                                                | Граждански музей Вила Колоредо Мелс Реканати             | Маслени бои върху дърво 307 × 242 cm      | 1508 г.        |
|        | Покаяният свети Йероним                                          | Сант Анжело Рим                                          | Маслени бои върху дърво 85 × 61 cm        | 1509 г.        |
|        | Полагане в гроба                                                 | Гражданска художествена галерия Палацо Пианети Йези      | Маслени бои върху дърво 298 × 197 cm      | 1512 г.        |
|        | Покаяният свети Йероним                                          | Национален музей Брукентал Сибиу                         | Маслени бои върху дърво 55,8 × 40 cm      | 1513 г.        |
|        | Олтар Мартиненго                                                 | Църква на светиите Бартоломео и Стефано Бергамо          | Маслени бои върху дърво 520 × 250 cm      | 1513 – 1516 г. |
|        | Покаяният свети Йероним                                          | Художествен музей Алънтаун Алънтаун                      | Маслени бои върху платно 39,37 × 32 cm    | 1515 г.        |
|        | Портрет на Джовани Агостино дела Торе със сина му Николо         | Национална галерия (Лондон) Лондон                       | Маслени бои върху платно 85 × 68 cm       | 1515 г.        |
|        | Сузана и старейшините                                            | Уфици Флоренция                                          | Маслени бои върху дърво 50 × 60 cm        | 1517 г.        |
|        | Портрет на Лучина Брембати                                       | Академия Карара Бергамо                                  | Маслени бои върху дърво 52,6 × 44,8 cm    | 1521 – 1523 г. |
|        | Мадоната между светиите Роко и Себастиано                        | Национална галерия на Канада Отава                       | Маслени бои върху дърво 81,8 × 108,5 cm   | 1522 г.        |
|        | Сбогуване на Христос с майка си                                  | Берлинска картинна галерия Берлин                        | Маслени бои върху платно 126 × 99 cm      | 1521 г.        |
|        | Олтар на Светия Дух                                              | Църква на Светия Дух Бергамо                             | Маслени бои върху платно 287 × 268 cm     | 1521 г.        |
|        | Олтар на Сан Бернардино                                          | Църква Сан Бернардино Бергамо                            | Маслени бои върху платно 287 × 268 cm     | 1521 г.        |
|        | Оплакване на мъртвия Христос                                     | Базилика Сант'Алесандро в Колона Бергамо                 | Маслени бои върху платно 184 × 184 cm     | 1522 г.        |
|        | Мистичен брак на света Екатерина Александрийска                  | Академиа Карара Бергамо                                  | Маслени бои върху платно 189,3 × 134,3 cm | 1523 г.        |
|        | Рождество Христово                                               | Национална художествена галерия Вашингтон                | Маслени бои върху платно 46 × 36 cm       | 1523 г.        |
|        | Портрет на Марсилио Касоти и съпругата му Фаустина               | Прадо Мадрид                                             | Маслени бои върху платно 71 × 84 cm       | 1523 г.        |
|        | Света Троица                                                     | Музей Адриано Бернареги Бергамо                          | Маслени бои върху платно 170 × 115 cm     | 1523 – 1524 г. |
|        | Мадона между светиите Джироламо и Никола да Толентино            | Национална галерия (Лондон) Лондон                       | Маслени бои върху платно 94 × 78 cm       | 1523 – 1524 г. |
|        | Мистичен брак на света Екатерина Александрийска и светци         | Национална галерия за старинно изкуство (Италия) Рим     | Маслени бои върху платно 98 × 115 cm      | 1524 г.        |
|        | Портрет на съпрузи                                               | Ермитаж Санкт Петербург                                  | Маслени бои върху платно 96 × 116 cm      | 1524 г.        |
|        | Христос и истории от живота на светци                            | Капела Суарди                                            | стенопис                                  | 1524 г.        |
|        | Портрет на джентълмен с лъвска лапа                              | Музей на историята на изкуството Виена                   | Маслени бои върху платно 95,5 × 69,5 cm   | 1524 – 1525 г. |
|        | Свети Никола в слава между Свети Йоан Кръстител и Света Лучия    | Църква Санта Мария дей Кармини Венеция                   | Маслени бои върху платно 335 × 188 cm     | 1527 – 1529 г. |
|        | Мадона с Младенеца и светиите Екатерина Александрийска и Джакомо | Музей на историята на изкуството Виена                   | Маслени бои върху платно 113,5 × 152 cm   | 1528 – 1530 г. |
|        | Венера и Купидон                                                 | Музей на изкуството „Метрополитън“ Ню Йорк               | Маслени бои върху платно 92,4 × 111,4 cm  | 1530 г.        |
|        | Троен портрет на златар                                          | Музей на историята на изкуството Виена                   | Маслени бои върху платно 52 × 79 cm       | 1530 г.        |
|        | Болен младеж                                                     | Галерии на Академия Венеция                              | Маслени бои върху платно 98 × 111 cm      | 1530 г.        |
|        | Триумф на целомъдрието                                           | Дворецът Палавичини Роспильози Рим                       | Маслени бои върху платно 73 × 114 cm      | 1530 г.        |
|        | Светото семейство със света Екатерина Александрийска             | Академия Карара Бергамо                                  | Маслени бои върху платно 81 × 115 cm      | 1533 г.        |
|        | Портрет на госпожа в облика на Лукреция                          | Национална галерия (Лондон) Лондон                       | Маслени бои върху платно 96 × 110,5 cm    | 1533 г.        |
|        | Мадона с Младенеца и двама дарители                              | Гети център Лос Анджелис                                 | Маслени бои върху платно 85 × 115 cm      | 1533 – 1535 г. |
|        | Светото семейство                                                | Уфици Флоренция                                          | Маслени бои върху платно 69 × 87,5 cm     | 1534 г.        |
|        | Разпятие                                                         | Църква Санта Мария дела Пиета Монте Сан Джусто           | Маслени бои върху платно 450 × 250 cm     | 1534 г.        |
|        | Поклонението на овчарите                                         | Художествена галерия Тосио Мартиненго Бреша              | Маслени бои върху платно 147 × 106 cm     | 1534 г.        |
|        | Благовещение                                                     | Граждански музей Вила Колоредо Мелс Реканати             | Маслени бои върху платно 166 × 114 cm     | 1534 г.        |
|        | Портрет на джентълмен                                            | Галерия Боргезе Рим                                      | Маслени бои върху платно 118 × 105 cm     | 1535 г.        |
|        | Светото семейство със семейството на Кръстителя                  | Лувър Париж                                              | Маслени бои върху платно 150 × 237 cm     | 1537 г.        |
|        | Мадона с броеница                                                | Кметство Чинголи                                         | Маслени бои върху платно 384 × 264 cm     | 1539 г.        |
|        | Олтар на Алебарда                                                | Гражданска художествена галерия Франческо Подести Анкона | Маслени бои върху платно 294 × 216 cm     | 1539 г.        |
|        | Милостиня на Свети Антоний                                       | Базилика на светите Йоан и Павел Венеция                 | Маслени бои върху платно 332 × 235 cm     | 1542 г.        |
|        | Портрет на тридесет и седем годишен джентълмен                   | Галерия Дория Памфили Рим                                | Маслени бои върху платно 95 × 80 cm       | 1543 г.        |
|        | Портрет на възрастен господин с ръкавици                         | Картинна галерия „Брера“ Милано                          | Маслени бои върху платно 90 × 75 cm       | 1543 г.        |
|        | Портрет на Фебо да Бреша                                         | Картинна галерия „Брера“ Милано                          | Маслени бои върху платно 82 × 78 cm       | 1543 – 1544 г. |
|        | Портрет на Лаура да Пола                                         | Картинна галерия „Брера“ Милано                          | Маслени бои върху платно 90 × 75 cm       | 1543 – 1544 г. |
|        | Жал                                                              | Картинна галерия „Брера“ Милано                          | Маслени бои върху платно 185 × 150 cm     | 1545 г.        |
|        | Портрет на мъж                                                   | Картинна галерия „Брера“ Милано                          | Маслени бои върху платно 115 × 98 cm      | 1545 г.        |
|        | Богородица със Сан Джакомо и Сант Андрея                         | Църква Сан Джакомо дел'Орио Венеция                      | Маслени бои върху платно 240 × 171 cm     | 1546 г.        |
|        | Портрет на Джовани дела Волта със съпругата и децата си          | Национална галерия (Лондон) Лондон                       | Маслени бои върху платно 115 × 140 cm     | 1547 г.        |
|        | Брат Грегорио Бело от Виченца                                    | Музей на изкуството „Метрополитън“ Ню Йорк               | Маслени бои върху платно 87 × 71 cm       | 1547 г.        |
|        | Представяне в храма                                              | Папски музей на Светия дом Лорето (Марке)                | Маслени бои върху платно 172 × 136,5 cm   | 1552 – 1556 г. |